# Hydromys ziegleri
Hydromys ziegleri is een knaagdier uit het geslacht Hydromys dat voorkomt op Nieuw-Guinea. H. ziegleri is bekend van één enkel exemplaar, een volwassen vrouwtje dat op 29 oktober 1972 door A.B. Mirza gevangen is bij Bainyik, op 03°40'Z 143°05'O in de Papoea-Nieuw-Guineese provincie Oost Sepik, op 213 m hoogte. Dit exemplaar werd levend gevangen in een tuin. Hij is genoemd naar wijlen Dr. Alan C. Ziegler van het Bishop Museum in Hawaï.

## Beschrijving
Het is de kleinste bekende Hydromys-soort. Hij lijkt het meeste op Hydromys hussoni van de Wisselmeren in west-centraal Nieuw-Guinea (het enige exemplaar werd eerst voor een H. hussoni aangezien), maar verschilt daarvan in zijn kleinere afmetingen, breder rostrum, kortere foramina incisiva, langere kiezen, bredere eerste bovenkiezen, lager neurocranium en een veel minder dichtbehaarde staart.

### Huid
| Grootte van H. ziegleri vergeleken met H. hussoni      | Grootte van H. ziegleri vergeleken met H. hussoni | Grootte van H. ziegleri vergeleken met H. hussoni |
| ------------------------------------------------------ | ------------------------------------------------- | ------------------------------------------------- |
| Kenmerk                                                | H. ziegleri                                       | H. hussoni                                        |
| Kop-romplengte                                         | 132                                               | 122-171                                           |
| Staartlengte                                           | 118                                               | 103-152                                           |
| Achtervoetlengte                                       | 29                                                | 26-33                                             |
| Oorlengte                                              | 13                                                | 11-14                                             |
| Schedellengte                                          | 29.01                                             | 30.1-32.8                                         |
| Condylo-incisieve lengte                               | 28.50                                             | 27.9-32.9                                         |
| Zygomatische breedte                                   | 14.98                                             | 14.0-17.3                                         |
| Breedte rostrum                                        | 6.23                                              | 5.6-6.1                                           |
| Lengte os nasale                                       | 8.73                                              | 8.6-11.2                                          |
| Breedte os nasale                                      | 3.39                                              | 2.8-3.4                                           |
| Lengte foramen incisivum                               | 2.48                                              | 2.0-3.3                                           |
| Maxillaire kiezen (totale lengte)                      | 4.13                                              | 4.4-5.0                                           |
| Breedte neurocranium                                   | 13.09                                             | 13.0-14.4                                         |
| Hoogte neurocranium                                    | 8.39                                              | 8.9-9.5                                           |
| Postorbitale constrictie                               | 5.09                                              | 5.1-5.6                                           |
| Breedte hoektanden (op de punt)                        | 1.62                                              | 1.4-1.9                                           |
| Lengte diastema                                        | 7.99                                              | 7.6-9.3                                           |
| Palatumlengte                                          | 13.08                                             | -                                                 |
| Breedte fossa mesopterygoidea                          | 2.13                                              | -                                                 |
| Breedte foramen incisivum                              | 1.67                                              | -                                                 |
| Breedte palatale brug                                  | 2.60                                              | -                                                 |
| Breedte zygomatische plaat                             | 1.54                                              | -                                                 |
| Hoogte bovenhoektand                                   | 4.58                                              | -                                                 |
| Diepte bovenhoektand                                   | 1.55                                              | -                                                 |
| Breedte tussen de condyli occipitales                  | 8.37                                              | -                                                 |
| Coronoïde hoogte van de onderkaak                      | 7.99                                              | -                                                 |
| Lengte van de eerste en tweede bovenkiezen samen       | 4.35                                              | -                                                 |
| Lengte van de kaak zonder hoektand                     | 14.85                                             | -                                                 |
| Idem met hoektand                                      | 18.38                                             | -                                                 |
| Vanaf hier worden gemiddelden gegeven voor H. hussoni. |                                                   |                                                   |
| Lengte x breedte eerste bovenkies                      | 2.98 x 1.54                                       | 3.24 x 1.49                                       |
| Lengte x breedte tweede bovenkies                      | 1.22 x 1.07                                       | 1.52 x 1.34                                       |
| Lengte x breedte eerste onderkies                      | 2.59 x 1.28                                       | 2.84 x 1.59                                       |
| Lengte x breedte tweede bovenkies                      | 1.67 x 1.18                                       | 1.81 x 1.34                                       |

De rug is donkerbruin, met wat lichtere, oranjebruine haren ertussendoor. De vacht is veel korter (6 tot 7 mm), dichter en zachter dan bij H. hussoni. De buikharen zijn grijs, met okerbruine punten. De wangen en de onderkant van de keel en borst zijn echter, anders dan bij H. hussoni, wit. De staartwortel en omgeving zijn donkerbruin. De achtervoeten zijn groot en er zitten zwemvliezen aan tussen de tweede, derde en vierde vingers, net als bij andere Hydromys-soorten. De bovenkant van de voeten is zwart, maar er zitten wat kleine, lichte haren op. De ongepigmenteerde klauwen zijn ongeveer even groot als die van H. hussoni. De staart is zwart en mist een witte punt. Per centimeter zitten er 13 tot 15 ringen om de staart. De haren op de staart zijn kort en schaars, anders dan bij andere Hydromys-soorten, die een veel harigere staart hebben.

### Schedel
H. ziegleri heeft een schedel die sterk op die van H. hussoni lijkt, maar hij verschilt toch op een aantal punten. H. ziegleri heeft bijvoorbeeld een kortere en bredere schedel. Hoewel beidere soorten een kort en breed rostrum hebben, zijn de nasolacrimale capsules bij H. ziegleri veel meer naar de zijkanten toe vergroot. H. hussoni heeft weer kortere foramina incisiva. Bij H. ziegleri steekt het zygoma meer uit en het neurocranium, waar de hersenen in zitten, is kleiner. H. ziegleri heeft geel-oranje hoektanden, terwijl die van hussoni (vrijwel) ongepigmenteerd zijn. H. ziegleri heeft bredere eerste bovenkiezen, maar meer gereduceerde tweede en derde. H. hussoni heeft langere achterste foramina palatina (bij hussoni lijkt dat foramen op een smalle groef, terwijl het bij ziegleri een ovaal gaatje is). De achterste palatale stekel is zeer groot in H. ziegleri. De bullae zijn minder plat en minder lang dan bij H. hussoni. Het foramen ovale is bij H. ziegleri iets groter dan bij H. hussoni. Net als hun nauwste verwanten hebben beide soorten het primitieve cefalische arteriële patroon (groot foramen stapedium, groef in het foramen ovale aanwezig).

## Biogeografie
H. ziegleri hoort bij de endemische zoogdierfauna van het Noordelijk Kustgebergte van Nieuw-Guinea, waar ook de vachtegel Zaglossus attenboroughi, de verwante knaagdieren Paraleptomys rufilatus en Microhydromys musseri, de suikereekhoorn Petaurus abidi, de boomkangoeroes Dendrolagus pulcherrimus en Dendrolagus scottae en de vleermuizen Hipposideros edwardshilli en Hipposideros wollastoni frasensis bij horen. Dit grote aantal endemische zoogdieren kan worden verklaard uit de relatieve isolatie van deze bergen (ze zijn lang eilanden geweest). Andere zoogdieren die in hetzelfde gebied voorkomen zijn de witte koeskoes (Phalanger orientalis), de grondkoeskoes (Phalanger gymnotis), de gevlekte koeskoes (Spilocuscus maculatus), de kangoeroes Dendrolagus inustus, Thylogale browni en Dorcopsis hageni, de buideldassen Echymipera clara, Echymipera kalubu en Echymipera rufescens en de knaagdieren de Australische beverrat (Hydromys chrysogaster), Melomys rufescens, Rattus praetor en de Polynesische rat (Rattus exulans), en ten slotte de vleermuizen Pteropus neohibernicus, Dobsonia minor, Nyctimene aello, Nyctimene albiventer, Nyctimene cyclotis, Paranyctimene tenax, Syconycteris australis, Macroglossus minimus, Pipistrellus papuanus en Mormopterus beccarii. Er leven slechts twee andere in het water levende knaagdieren in de omgeving, zijn nauwe verwanten Parahydromys asper en de Australische beverrat (Hydromys chrysogaster).